# Martírio, o Sírio
Martírio, o Sírio (em aramaico:  ܛܘܪܝܣ ,ܡܪܛܘܪܝܣ ou ܣܗܕܘܢܐ, transl. "Marṭūrīs", "Ṭūrīs" ou "Sahdōnā"), foi um monge, teólogo e bispo da Igreja do Oriente do século VII, que desertou de sua tendência "nestoriana" dominante para a "jacobita".

## Nomenclatura
O nome siríaco nativo de Martírio era Sahdōnā (em aramaico:  ܣܗܕܘܢܐ), significando "pequeno mártir". Em virtude da cultura helenizada do cristianismo sírio, também utilizava o nome aportuguesável como "Martírio" (em grego bizantino: Μαρτύριος, transl.: Martýrios; em aramaico:  ܡܪܛܘܪܝܣ, transl. Marṭūrīs), frequentemente corrompido para Turis (em aramaico:  ܡܪ ܛܘܪܝܣ, transl. Mar Ṭūrīs, sendo que "Mar" significa "senhor" ou "santo").

## Biografia
Martírio nasceu por volta de 600 na aldeia de Halmom, perto de Bete Nuadra, ao norte de Nínive. Se juntou ao Mosteiro de Bete Abe em sua juventude e participou de uma delegação chefiada pelo católico Jesusiabe II para buscar a paz com o Império Bizantino após a derrota sassânida em uma guerra recente. Por volta de 635/40, foi logo consagrado como bispo de Maoze de Arevã. Parece que fazia parte de uma delegação ao oeste e estava envolvido em um debate com os monges de um certo mosteiro não-calcedoniano. Os monges, derrotados, sugeriram que seus oponentes vissem seu abade. Martírio aceitou e, após o segundo debate, declarou sua conversão. Foi logo acusado de heresia e deposto. Martírio primeiro encontrou refúgio em (ou foi exilado a) Nísibis, e depois em Edessa. Mais tarde, retornou à Igreja do Oriente, mas foi excomungado por Jesusiabe II, então permanecendo pelo resto de sua vida (possivelmente em segundo exílio) em Edessa, onde morreu por volta de 649.

## Obras
Martírio foi o autor do volumoso "Livro da Perfeição" enquanto monge em Bete Abe, considerado o trabalho mais significativo do monaquismo siríaco oriental. Ele também deixou várias cartas para outros monges sobre regras monásticas, e muitas foram editadas em versões modernas.